# Eubacterium yurii subsp. schtitka
Eubacterium yurii subsp. schtitka  è una sottospecie di batterio appartenente alla famiglia delle Eubacteriaceae.